# Soon (George Gershwin)
Soon is een lied van George Gershwin uit de musical Strike Up the Band van 1930 op tekst van Ira Gershwin.
Het lied kwam niet voor in de oorspronkelijke (geflopte) versie van Strike Up the Band uit 1927. Het lied werd voor het eerst uitgevoerd tijdens de try-out in Boston op 25 december 1929 door Margaret Schilling en Jerry Goff. Het lied is een jazzstandard geworden.

## Bijzonderheden
Het is een romantisch liefdesduet tussen de twee hoofdpersonen Jim en Joan. Het hoofdthema van 'Soon' (de eerste vier maten) komt uit de lange aria-achtige finale van de eerste akte van de eerste versie van Strike Up the Band uit 1927.

## Kenmerken muziek
Het lied heeft de vorm Intro-A-A. Het tempo is Moderato met als extra aanduiding: Not fast (with tender expression). De toonsoort is Bes-majeur en de maatsoort 44.

De eerste acht maten van Soon:

## Vertolkers[5]
- Ella Fitzgerald
- Twiggy
- Tommy Tune
- John Mauceri
- Brent Barrett
- Jason Graae
- Rebecca Luker
- Kiri Te Kenawa
- Richard Glazier
- Carole Farley
- Ruth Nabal
- Sarah Vaughan
- Curtis Fuller
- Mitzi Gaynor
- Oscar Peterson
- Sammy Davis jr.
- Modern Jazz Quartet